# Брент Ештон
Брент Ештон (англ. Brent Ashton, нар. 18 травня 1960, Саскатун) — канадський хокеїст, що грав на позиції крайнього нападника. Грав за збірну команду Канади.
Провів понад тисячу матчів у Національній хокейній лізі.

## Ігрова кар'єра
Хокейну кар'єру розпочав 1975 року.
1979 року був обраний на драфті НХЛ під 26-м загальним номером командою «Ванкувер Канакс». 
Протягом професійної клубної ігрової кар'єри, що тривала 16 років, захищав кольори команд «Ванкувер Канакс», «Колорадо Рокіз»/«Нью-Джерсі Девілс», «Міннесота Норт-Старс», «Квебек Нордікс», «Детройт Ред-Вінгс», «Вінніпег Джетс», «Бостон Брюїнс» та «Калгарі Флеймс».
Загалом провів 1083 матчі в НХЛ, включаючи 85 ігор плей-оф Кубка Стенлі.
Виступав за збірну Канади.

## Статистика
| Сезон        | Клуб                   | Ліга         | Регулярний сезон | Регулярний сезон | Регулярний сезон | Регулярний сезон | Регулярний сезон | Плей-оф | Плей-оф | Плей-оф | Плей-оф | Плей-оф |
| Сезон        | Клуб                   | Ліга         | І                | Г                | П                | О                | ШХ               | І       | Г       | П       | О       | ШХ      |
| ------------ | ---------------------- | ------------ | ---------------- | ---------------- | ---------------- | ---------------- | ---------------- | ------- | ------- | ------- | ------- | ------- |
| 1975–76      | «Саскатун Блейдс»      | ЗКХЛ         | 11               | 3                | 4                | 7                | 11               | 18      | 1       | 1       | 2       | 5       |
| 1976–77      | «Саскатун Блейдс»      | ЗКХЛ         | 54               | 26               | 25               | 51               | 84               | 6       | 1       | 2       | 3       | 15      |
| 1977–78      | «Саскатун Блейдс»      | ЗКХЛ         | 46               | 38               | 26               | 64               | 47               | —       | —       | —       | —       | —       |
| 1978–79      | «Саскатун Блейдс»      | ЗХЛ          | 62               | 64               | 55               | 119              | 80               | 11      | 14      | 4       | 18      | 5       |
| 1979–80      | «Ванкувер Канакс»      | НХЛ          | 47               | 5                | 14               | 19               | 11               | 4       | 1       | 0       | 1       | 6       |
| 1980–81      | «Ванкувер Канакс»      | НХЛ          | 77               | 18               | 11               | 29               | 57               | 3       | 0       | 0       | 0       | 2       |
| 1981–82      | «Колорадо Рокіз»       | НХЛ          | 80               | 24               | 36               | 60               | 26               | —       | —       | —       | —       | —       |
| 1982–83      | «Нью-Джерсі Девілс»    | НХЛ          | 76               | 14               | 19               | 33               | 47               | —       | —       | —       | —       | —       |
| 1983–84      | «Міннесота Норт-Старс» | НХЛ          | 68               | 7                | 10               | 17               | 54               | 12      | 1       | 2       | 3       | 22      |
| 1984–85      | «Міннесота Норт-Старс» | НХЛ          | 29               | 4                | 7                | 11               | 15               | —       | —       | —       | —       | —       |
| 1984–85      | «Квебек Нордікс»       | НХЛ          | 49               | 27               | 24               | 51               | 38               | 18      | 6       | 4       | 10      | 13      |
| 1985–86      | «Квебек Нордікс»       | НХЛ          | 77               | 26               | 32               | 58               | 64               | 3       | 2       | 1       | 3       | 9       |
| 1986–87      | «Квебек Нордікс»       | НХЛ          | 46               | 25               | 19               | 44               | 17               | —       | —       | —       | —       | —       |
| 1986–87      | «Детройт Ред-Вінгс»    | НХЛ          | 35               | 15               | 16               | 31               | 22               | 16      | 4       | 9       | 13      | 6       |
| 1987–88      | «Детройт Ред-Вінгс»    | НХЛ          | 73               | 26               | 27               | 53               | 50               | 16      | 7       | 5       | 12      | 10      |
| 1988–89      | «Вінніпег Джетс»       | НХЛ          | 75               | 31               | 37               | 68               | 36               | —       | —       | —       | —       | —       |
| 1989–90      | «Вінніпег Джетс»       | НХЛ          | 79               | 22               | 34               | 56               | 37               | 7       | 3       | 1       | 4       | 2       |
| 1990–91      | «Вінніпег Джетс»       | НХЛ          | 61               | 12               | 24               | 36               | 58               | —       | —       | —       | —       | —       |
| 1991–92      | «Вінніпег Джетс»       | НХЛ          | 7                | 1                | 0                | 1                | 4                | —       | —       | —       | —       | —       |
| 1991–92      | «Бостон Брюїнс»        | НХЛ          | 61               | 17               | 22               | 39               | 47               | —       | —       | —       | —       | —       |
| 1992–93      | «Провіденс Брюїнс»     | АХЛ          | 11               | 4                | 8                | 12               | 10               | —       | —       | —       | —       | —       |
| 1992–93      | «Бостон Брюїнс»        | НХЛ          | 26               | 2                | 2                | 4                | 11               | —       | —       | —       | —       | —       |
| 1992–93      | «Калгарі Флеймс»       | НХЛ          | 32               | 8                | 11               | 19               | 41               | 6       | 0       | 3       | 3       | 2       |
| 1993–94      | «Лас-Вегас Тандер»     | ІХЛ          | 16               | 4                | 10               | 14               | 29               | —       | —       | —       | —       | —       |
| Усього в НХЛ | Усього в НХЛ           | Усього в НХЛ | 998              | 284              | 345              | 629              | 635              | 85      | 24      | 25      | 49      | 72      |

## Інше
Після кар'єри гравця повернувся до рідного міста, де став продавцем спортивного одягу та інколи тренує хлопчачі команди.
Його брат, Рон Ештон, також був професійним хокеїстом, виступав у складі «Вінніпег Джетс» коли той виступав у ВХА. 
Брент одружений, має двох синів Тейлора та Картера, молодший виступає в складі «Тампа-Бей Лайтнінг».